# Landkreis Schwäbisch Hall
Landkreis Schwäbisch Hall is een Landkreis in de Duitse deelstaat Baden-Württemberg. Op 31 december 2020 telde de Landkreis 197.860 inwoners op een oppervlakte van 1.484,06 km². Kreisstadt is de stad Schwäbisch Hall.

## Steden en gemeenten

Steden
1. Crailsheim
2. Gaildorf
3. Gerabronn
4. Ilshofen
5. Kirchberg an der Jagst
6. Langenburg
7. Schrozberg
8. Schwäbisch Hall
9. Vellberg

Overige gemeenten
1. Blaufelden
2. Braunsbach
3. Bühlertann
4. Bühlerzell
5. Fichtenau
6. Fichtenberg
7. Frankenhardt
8. Kreßberg
9. Mainhardt
10. Michelbach an der Bilz
11. Michelfeld
12. Oberrot
13. Obersontheim
14. Rosengarten
15. Rot am See
16. Satteldorf
17. Stimpfach
18. Sulzbach-Laufen
19. Untermünkheim
20. Wallhausen
21. Wolpertshausen

Alb-Donau-Kreis · Baden-Baden · Biberach · Bodenseekreis · Böblingen · Breisgau-Hochschwarzwald · Calw · Emmendingen · Enzkreis · Esslingen · Freiburg im Breisgau · Freudenstadt · Göppingen · Heidelberg · Heidenheim · Heilbronn (stad) · Landkreis Heilbronn · Hohenlohe · Karlsruhe (stad) · Landkreis Karlsruhe · Konstanz · Lörrach · Ludwigsburg · Main-Tauber-Kreis  · Mannheim · Neckar-Odenwald-Kreis · Ortenaukreis · Ostalbkreis · Pforzheim · Rastatt · Ravensburg · Rems-Murr-Kreis · Reutlingen · Rhein-Neckar-Kreis · Rottweil · Schwäbisch Hall · Schwarzwald-Baar-Kreis · Sigmaringen · Stuttgart · Tübingen · Tuttlingen · Ulm · Waldshut · Zollernalbkreis
Blaufelden ·
Braunsbach ·
Bühlertann ·
Bühlerzell ·
Crailsheim ·
Fichtenau ·
Fichtenberg ·
Frankenhardt ·
Gaildorf ·
Gerabronn ·
Ilshofen ·
Kirchberg an der Jagst ·
Kreßberg ·
Langenburg ·
Mainhardt ·
Michelbach an der Bilz ·
Michelfeld ·
Oberrot ·
Obersontheim ·
Rosengarten ·
Rot am See ·
Satteldorf ·
Schrozberg ·
Schwäbisch Hall ·
Stimpfach ·
Sulzbach-Laufen ·
Untermünkheim ·
Vellberg ·
Wallhausen ·
Wolpertshausen